# 索菲伊夫卡公園

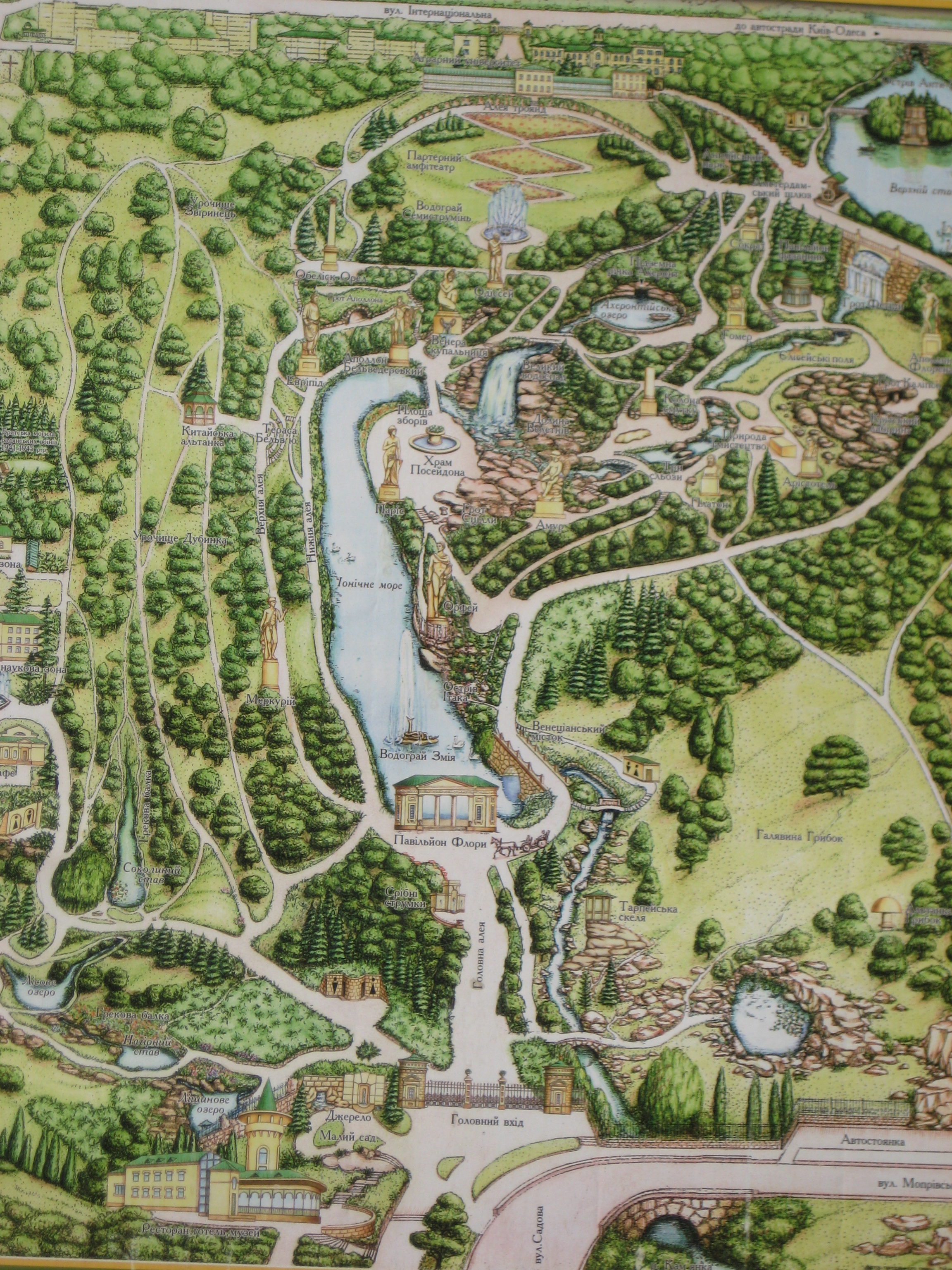
公園計劃圖

48°45′51″N 30°14′37″E / 48.76417°N 30.24361°E
索菲伊夫卡公園（羅馬化：Sofiivskyi park）是位於烏克蘭中部切爾卡瑟州城市烏曼的一座公園，也是烏克蘭國家科學院的科研設施之一。菲伊夫卡公園是一個頗受歡迎的旅遊景點，每年有約50萬人參觀。2007年8月入選乌克兰七大奇迹。

## 外部連結
- Official Website （页面存档备份，存于）
- Map of Sofiyivsky park in Uman （页面存档备份，存于） - very detailed 3D map of park Sofievka from www.mapofukraine.net
- History of Park （页面存档备份，存于）
- （波兰語） Zofiówka （页面存档备份，存于） in the Geographical Dictionary of the Kingdom of Poland (1895)